# Uhersko (gmina)
Uhersko – dawna gmina wiejska w powiecie stryjskim województwa stanisławowskiego II Rzeczypospolitej. Siedzibą gminy było Uhersko.
Gminę utworzono 1 sierpnia 1934 r. w ramach reformy na podstawie ustawy scaleniowej z dotychczasowych gmin wiejskich: Dobrowlany, Dobrzany, Kawczykąt, Kawsko, Lisiatycze, Pietniczany, Pukienicze, Uhersko i Wownia.
Po II wojnie światowej obszar gminy znalazł się w ZSRR.